# Кроу, Уильям Джеймс
Уи́льям Джеймс Кро́у мл. (англ. William James Crowe Jr.; 2 января 1925, Ла-Грейндж, Кентукки — 18 октября 2007[…], Walter Reed National Military Medical Center, Мэриленд) — американский военачальник, адмирал в отставке, председатель Объединенного комитета начальников штабов США (1985—1989).

## Биография
В начале Великой депрессии его отец перевез семью в Оклахому-Сити. В июне 1946 г. он закончил ускоренный курс обучения, а в 1947 г. — курс в Военно-морской академии США в Аннаполисе, штат Мэриленд.
- 1954—1955 гг. — помощник военно-морского военно-морской адъютанта президента США Дуайта Эйзенхауэра,
- 1956—1958 гг. — старший помощник командира подводной лодки USS Wahoo (SS-565),
- 1958—1960 гг. — заместитель начальника военно-морских операций,
- 1960—1962 гг. — командир подводной лодки USS (SS-566).

Затем получил степень магистра образования Стэнфордского университета, отклонив приглашение адмирала Хаймана Риковера принять участие в программе разработки ядерных силовых установок для военно-морского флота, получил степень магистра искусств и доктора философии в области политических наук в Принстонском университете. В 1969 г. он принял командование 31-й дивизией подводного флота в Сан-Диего, штат Калифорния.
- 1967—1970 гг. — глава Восточного Азиатско-Тихоокеанского отделения военно-политического отдела аппарта начальника военно-морских операций ВМС,
- 1970—1973 гг. — старший советник мобильных речных сил Южного Вьетнама,
- 1973—1975 гг. — в должности контр-адмирала был назначен заместителем директора отдела стратегических планов, политики, ядерных систем и ядерной безопасности аппарата начальника военно-морских операций ВМС,
- 1975—1976 гг. — директор отдела Восточно-азиатского и Тихоокеанского региона аппарата министра обороны США,
- 1976 г. — командующий соединения ВМС США на Ближнем Востоке,
- 1977—1980 гг. — в должности вице-адмирала был назначен заместителем начальника штаба по разработке военно-морских планов, программ и оперативным вопросам,
- 1980—1983 гг. — в должности адмирала был назначен главнокомандующим Объединенными войсками НАТО в Южной Европе, в 1983 г. — одновременно главнокомандующий Военно-морскими силами США в Европе,
- 1983—1985 гг. — главноомандующий Вооруженными силами США в зоне Тихого океана.

В 1985—1989 гг. — председатель Объединенного комитета начальников штабов США. Первым на этом посту работал в соответствии с положениями Закона Голдуотера — Николса (1986) о реорганизации министерства обороны, усилившем его полномочия. В 1989 г. вышел в отставку.
Возглавив кафедру геополитики Университета Оклахомы неожиданно для многих на президентских выборах 1992 г. поддержал Билла Клинтона. После его избрания на пост главы государства в 1993 г. был назначен председателем президентского консультативного совета по внешней разведке.
В 1994—1997 гг. — посол США в Великобритании.
Входил в советы директоров ряда крупных американских компаний (Texaco, Merrill Lynch, Pfizer, Norfolk Southern Corporation и General Dynamics). Входил в совет директоров фармацевтической компании Emergent BioSolutions (на тот момент «Биопорт»), компании, которая в 1990-х годах поставляла неоднозначно оцениваемые прививки от сибирской язвы американским военным. На момент своей смерти занимал должность председателя совета директоров Global Options, Inc., международной компании по управлению рисками и бизнес-решениям.
С 2000 по 2007 г. вел семинар по национальной безопасности в Военно-морской академии США. В 2004 году был в числе 27 отставных дипломатов и военных командиров, которые публично заявили, что администрация президента Джорджа Буша-младшего не понимает мир и не может «ни в каком стиле, ни по существу» выполнять обязанности глобального руководства.
Похоронен на кладбище Военно-морской академии США.

## Память
В 2008 г. в Школе дипломатии и международной торговли имени Паттерсона при Кентуккийском университете в его честь была учреждена стипендия для поддержки бывших военнослужащих США, которые, как и Кроу, перешли от военной службы к дипломатической службе.
В 2009 г. Центр международных программ Университета Оклахомы учредил премию имени адмирала Уильяма Дж. Кроу-младшего. Эта награда вручается каждый весенний семестр выдающемуся выпускнику в сфере международных и региональных исследований.
Также стал прототипом видеоигры «Герои Тихого океана».

## Награды и звания
Американские:
- Президентская медаль Свободы
- Медаль «За выдающуюся службу» Министерства обороны США с тремя дубовыми листьями
- Медаль «За выдающуюся службу» ВМС США двумя звездами
- Медаль «За выдающуюся службу» Армии США
- Медаль «За выдающуюся службу» ВВС США
- Медаль «За выдающуюся службу» береговой охраны США
- Орден «Легион почёта» с звездой повторного награждения
- Воздушная медаль с бронзовой Премиальной цифрой «7»
- Благодарность президента США
- Благодарность части Военно-морского флота
- Медаль «За службу в Китае»
- Медаль «За Американскую кампанию»
- Медаль Победы во Второй мировой войне
- Медаль «За службу в оккупационных силах флота» с тихоокеанской застежкой
- Медаль «За службу национальной обороне» с бронзовой звездой
- Медаль «За службу во Вьетнаме» со звездой за участие в кампании
- Медаль «За гуманитарную помощь»

Иностранные:
- Большой крест Орден «За заслуги перед Итальянской Республикой»
- Рыцарь Большого креста Орден Короны Таиланда
- Орден «За Заслуги национальной безопасности» Республикой Корея 1-го класса
- Орден «За выдающиеся заслуги» (Южный Вьетнам) 2-го класса
- Крест «За храбрость» (Южный Вьетнам) с пальмой и бронзовой звездой
- Медаль чести вооружённых сил (Южный Вьетнам)
- Медаль «За кампанию во Вьетнаме» (Южный Вьетнам)